# La Barre (Haute-Saône)
La Barre ist eine Gemeinde im französischen Département Haute-Saône in der Region Bourgogne-Franche-Comté.

## Geographie
La Barre liegt auf einer Höhe von 250 m über dem Meeresspiegel, neun Kilometer südwestlich von Montbozon und etwa 24 Kilometer südlich der Stadt Vesoul (Luftlinie). Das Dorf erstreckt sich im Süden des Départements an leicht erhöhter Lage auf dem Vorsprung in einer weit nach Osten ausgreifenden Flussschleife des Ognon.
Die Fläche des 1,93 km² großen Gemeindegebiets umfasst einen Abschnitt des mittleren Ognon-Tals. Die östliche Grenze verläuft meist entlang dem Ognon. Dieser fließt hier mit großen Mäandern durch eine ungefähr ein Kilometer breite Alluvialebene, die durchschnittlich auf 230 m liegt. Ein Vorsprung des auf der nördlichen Talseite gelegenen Plateaus reicht in die Flussschleife hinaus. Nach Westen erstreckt sich das Gemeindeareal auf das aus Kalkschichten der oberen Jurazeit bestehende Plateau. Es ist überwiegend von Acker- und Wiesland bestanden und erreicht eine mittlere Höhe von 260 m. Mit 282 m wird am Rand der Höhen des Bois de Bellevaux die höchste Erhebung von La Barre erreicht.
Nachbargemeinden von La Barre sind Beaumotte-Aubertans und Blarians im Norden, Germondans im Osten, Rigney im Süden sowie Vandelans im Westen.

## Geschichte
Erstmals urkundlich erwähnt wird La Barre im Jahr 1242. Im Mittelalter gehörte das Dorf zur Freigrafschaft Burgund und darin zum Gebiet des Bailliage d’Amont. Zusammen mit der Franche-Comté gelangte es mit dem Frieden von Nimwegen 1678 definitiv an Frankreich. Das Lehen von La Barre war im 17. Jahrhundert im Besitz der Familie Bougnon, im 18. Jahrhundert gehörte es der Familie Pernol. Seit 2000 ist La Barre Mitglied des 21 Ortschaften umfassenden Gemeindeverbandes Communauté de communes du Pays de Montbozon.

## Sehenswürdigkeiten
Zu den Sehenswürdigkeiten von La Barre zählen die Kapelle und ein Herrschaftshaus aus dem 17. Jahrhundert.

## Bevölkerung
| Jahr                       | 1962 | 1968 | 1975 | 1982 | 1990 | 1999 | 2006 |
| Einwohner                  | 73   | 62   | 49   | 63   | 51   | 61   | 96   |
| Quellen: Cassini und INSEE |      |      |      |      |      |      |      |

Mit 99 Einwohnern (1. Januar 2022) gehört La Barre zu den kleinsten Gemeinden des Département Haute-Saône. Während des gesamten 20. Jahrhunderts bewegte sich die Einwohnerzahl stets im Bereich zwischen 50 und 75 Personen. In den letzten Jahren kam es zu einer deutlichen Bevölkerungszunahme.

## Wirtschaft und Infrastruktur
La Barre war bis weit ins 20. Jahrhundert hinein ein vorwiegend durch die Landwirtschaft (Ackerbau, Obstbau und Viehzucht) geprägtes Dorf. Außerhalb des primären Sektors gibt es nur wenige Arbeitsplätze im Dorf. Mittlerweile hat sich der Ort auch zu einer Wohngemeinde gewandelt. Einige Erwerbstätige sind deshalb Wegpendler, die in den größeren Ortschaften der Umgebung ihrer Arbeit nachgehen.
Die Ortschaft liegt abseits der größeren Durchgangsachsen an einer Departementsstraße, die von Beaumotte nach Rigney führt.

## Trivia
In der Science-Fiction-Fernsehserie Star Trek: Das Nächste Jahrhundert gilt La Barre als Geburtsort von Captain Jean-Luc Picard, dem befehlshabenden Offizier des Raumschiffes Enterprise, sowie auch als Stammsitz seines Familienanwesens, des Weingutes Château Picard. Besondere Erwähnung fand dies in den Episoden Familienbegegnung und Geheime Mission auf Celtris Drei und auch in der Spin-Off-Serie Star Trek: Picard. Gemäß Star-Trek-Zeitrechnung wird Captain Picard am 13. Juli 2305 geboren. Da es mehrere Orte namens La Barre in Frankreich gibt, ist die Interpretation, dass es sich La Barre im Département Saône handelt, umstritten. Für den Weiler La Barre unweit von Montlouis-sur-Loire spricht, dass dort Weinbau betrieben wird und die Gegend typisch für Familienanwesen ist.